# Anna Sychravová
Anna Sychravová (7. července 1873 Humpolec – 22. února 1925 Praha-Královské Vinohrady) byla československá politička a meziválečná poslankyně Národního shromáždění za Československou sociálně demokratickou stranu dělnickou.

## Biografie
Podle údajů k roku 1920 byla profesí učitelkou ve Vrútkách. Roku 1924 se uvádí coby řídící učitelka v Praze.
V parlamentních volbách v roce 1920 získala za Československou sociálně demokratickou stranu dělnickou poslanecké křeslo v Národním shromáždění.
Zemřela v únoru 1925 ve vinohradské nemocnici. Po její smrti za ni do parlamentu jako náhradník nastoupil Jozef Pajger.